# Ridderup
Ridderup (dansk) eller Riddorf (tysk) er en landsby beliggende midtvejs mellem Bredsted og Breklum ved gestranden i det vestlige Sydslesvig. Administrativt hører Ridderup under Breklum kommune i Nordfrislands kreds i den nordtyske delstat Slesvig-Holsten. I kirkelig henseende hører landsbyen under Breklum Sogn. Sognet lå i den danske periode indtil 1864 i Nørre Gøs Herred (frem til 1785 Flensborg Amt, Slesvig/Sønderjylland).
Ridderup er nævnt første gang 1319 (Dipl. dan 2,8,155). Forleddet står i forbindelse med oldeng. rið (vand, sml oldn. rið for  bevægelse) med betydningen landsby ved vandet. Landsbyens nordfrisiske navn er Rääderup.